# Atresia da válvula tricúspide
A atresia da válvula tricúspide é uma forma de cardiopatia congênita na qual existe, ou a total ausência da válvula tricúspide ou a fusão das comissuras dos três folhetos valvulares. É uma malformação rara, correspondendo a cerca de 3% de todas as cardiopatias congênitas.

## Fisiopatologia
Não existindo a conexão atrio-ventricular direita, o retorno venoso passa da aurícula direita para a esquerda através do forame oval. Na aurícula esquerda mistura-se com o sangue arterializado que vem dos pulmões e durante a diástole ventricular flui para o ventrículo esquerdo. Usualmente existe um comunicação interventricular (CIV) que deixa passar o sangue para o ventrículo direito, permitindo que uma percentagem do fluxo sistémico consiga atingir os pulmões e ser arterializado. Assim, quanto maior a CIV, menor é a hipoplasia do ventrículo direito (VD) e melhor o estado hemodinâmico do recém-nascido. Se não existir CIV as duas circulações sistémica e pulmonar estão praticamente separadas, havendo unicamente a persistência de um duto arterioso para manter o recém-nascido vivo; o VD pode ser quase inexistente e haver concomitantemente uma hipoplasia da artéria pulmonar e uma intervenção cirúrgica urgente é necessária. Por vezes o forame oval é de pequenas dimensões o que vem complicar a situação e obrigar a uma rápida intervenção.
Não havendo oxigenação correcta do retorno venoso sistémico, a criança apresenta importante cianose à nascença.

## Manifestações clínicas
- cianose progressiva;[2]
- o recém-nascido recusa alimentar-se pois fica dispeneico.
- taquipneia [2]
- sopro cardíaco sistólico pelos defeitos nos septos ventricular e auricular;[2]
- desvio esquerdo do eixo eléctrico no eletrocardiograma e critérios de voltagem de hipertrofia ventricular esquerda[2] já que o ventrículo esquerdo é electricamente predominante.
- o Ecocardiograma faz facilmente o diagnóstico mas normalmente o cateterismo é sempre efectuado e durante este podem ser alargadas as comunicações entre as cavidades direitas e esquerdas.[3]

## Tratamento
- Tem sido ensaiada a PGE1 numa tentativa de manter aberto o duto arterioso ou canal arterial;[4]
- Em urgência, se necessário alargar as comunicações inter-auricular e [5]
- Se a válvula tricúspide tem unicamente uma fusão das comissuras pode haver uma solução de dilatação da vávula por cateterismo.
- desvio de Blalock-Taussig para manter o fluxo pulmonar de sangue inserindo um conduto Gore-Tex entre a artéria subclávia e a artéria pulmonar;[2]
- anastomose cavo-pulmonar (hemi-Fontan ou Glenn bidirecional) para permitir um fluxo pulmonar estável;[6][7]
- Cirurgia de Fontan para redirecionar o fluxo da veia cava inferior para a circulação pulmonar.[8][9]